# Claypool Hill
Claypool Hill est une census-designated place située dans le comté de Tazewell, dans l’État de Virginie, aux États-Unis. Lors du recensement de 2020, elle comptait 1 699 habitants.